# Frood Fouladvand
Frood Fouladvand (pers. ‏فرود فولادوند‎), właśc. Fatullah Manochehri (pers. ‏فتح‌الله منوچهری‎) – irański monarchista, dawny przywódca organizacji "Anjoman-e Padeshahi-e Iran" (Zgromadzenie Królestwa Iranu). Był także reżyserem, scenarzystą i producentem filmowym.
Miał status uchodźcy w Wielkiej Brytanii. Opuścił Londyn w 2007, rok później przestał nadawać swój program. Ostatnią audycję nagrał w pobliżu granicy z Iranem, co przyczyniło się do spekulacji o porwaniu i możliwym uwięzieniu, a nawet egzekucji Organizacja Amnesty International podała w 2008, że odnaleziono używany przez niego wynajęty samochód - z rozbitymi szybami, poprzecinanymi przewodami i bez tablic rejestracyjnych. W 2010 przedstawiciel Zgromadzenia, Iman Afar, powiedział że Fouladvand nie był porwany, tylko działa potajemnie ze względów bezpieczeństwa.